# Клеменс Арнольд
Клеменс Арнольд (нім. Clemens Arnold, 31 січня 1978) — німецький хокеїст на траві.
Бронзовий призер Олімпійських Ігор 2004 року, учасник 2000 року.
Чемпіон світу 2002 року.
Чемпіон Європи 1999, 2003 років.
Переможець Трофею чемпіонів 2001 року, срібний призер 2000, 2002 років.